# Kožlí (okres Havlíčkův Brod)
Kožlí (německy Koschla) je obec zhruba 25 kilometrů severozápadně od Havlíčkova Brodu a 3,5 kilometru jihozápadně od Ledče nad Sázavou v okrese Havlíčkův Brod v Kraji Vysočina. Žije zde 858 obyvatel.

## Název
První rozdíl ve psaní názvu obce zaznamenáváme ve zmínce z roku 1440, kdy dochází k prodloužení samohlásky E. Název obce se tak od této doby objevuje jako Kozlé. O obci jako o Kozlé se například mluví v letech 1442 a 1452. Po téměř stoleté odmlce se objevuje v roce 1544 (1533) radikální změna názvu vesnice, kdy je nazývaná jako kozlij. Tento název se objevuje v historii obce ještě jednou v roce 1580. V roce 1545 se objevuje název obce jako kozly. Dnešní název obce se objevuje na samém konci 16. století v roce 1598, kdy je poprvé užit název Kožli s krátkým měkkým I na konci slova. V 17. století hned třikrát nacházíme název obce jako Kozly.
Poprvé v roce 1651, ze kterého pochází Soupis poddaných podle víry, byl napsán název obce německy. A dále v letech 1654 a 1672. Začátkem 18. století v roce 1713 se ujal pro obec poněmčený název Koschly.
V roce 1787 se objevuje název Kozla, který s drobnými přeměnami Z na Ž a A na Á přetrval až do 20. století a je stále hojně užíván místními občany i ve 21. století. Název Kožla se například objevuje roku 1843 . Koncem devatenáctém století se opět objevuje název obce užívaný v polovině 16. století a též v polovině 17. století a to je název Kozly. V roce 1904 po obec užívaly názvy dva a to Kožlá a též Kožly. V roce 1920 dostává obec zákonem č.266/1920 úřední název obce Kožlí, který je užíván dodnes. V lidové řeči zdejších starousedlíků je ale obec stále označovaná jako Kožlá.

## Historie
První písemná zmínka o vesnici pochází z roku 1352 ve spojitosti se soupisem kostelů a farností na území českého království, kde je uvedena jako Kozle v Štěpánovském děkanátu (decan. Sczepanouic). Ve zmínce z roku 1370 se opět mluví o vsi ve spojitosti s jejím prvním známým patronem Lvem jako o Kozle, tentýž název nacházíme též v letech 1386, 1394 naposled v roce 1411. Lev z Kozle je považován za zakladatele místní tvrze, po něm se zde vystřídalo několik dalších členů rodu. Koncem 15. století mizí zemané z Kozle z písemných pramenů a tvrz zaniká. Ves se stala součástí ledečského panství, malá část vsi patřila ke statku Hněvkovice. V roce 1850, se osamostatnila. Od roku 1961 ke Kožlí patři část obce Bohumilice.

## Obyvatelstvo
| Rok            | 1869 | 1880 | 1890 | 1900 | 1910 | 1921 | 1930 | 1950 | 1961 | 1970 | 1980 | 1991 | 2001 | 2011 | 2021 |
| -------------- | ---- | ---- | ---- | ---- | ---- | ---- | ---- | ---- | ---- | ---- | ---- | ---- | ---- | ---- | ---- |
| Počet obyvatel | 531  | 556  | 571  | 612  | 668  | 655  | 631  | 532  | 481  | 501  | 528  | 487  | 518  | 518  | 578  |
| Počet domů     | 57   | 63   | 65   | 82   | 96   | 104  | 120  | 138  | 126  | 132  | 150  | 180  | 195  | 210  | 210  |

## Znak a vlajka
Obec Kožlí i přes svůj velký význam neměla podle dostupných pramenů nikdy vlastní znak. Pokud měli erb zdejší pánové z Kozel, jejichž historie jako rodu končí se závěrem 15. století, zůstala jeho podoba dochována pouze v náznaku na rodových pečetích u několika písemných dokumentů. Podle těchto pečetí zpracoval místní rodák a církevní historik Tomáš Zdechovský základní schéma nového obecního znaku, jehož barevnost byla následně přizpůsobena historii obce a panství a zákonům heraldiky.
Na základě zpracované historie obce Kožlí autor nového znaku vyhledal všechny dochované dokumenty s pečetěmi pánů z Kozel; jde o tři listiny z 15. stol., uložené v archivu města Ledeč nad Sázavou.
Štít je červeno-stříbrně polcený (vpravo červená, vlevo stříbrná). Do pravého (červeného) pole byla umístěna stříbrná hlava a krk kozla, symbolizující jednak jeden z možných původů názvu rodu z Kozel, jednak skutečnost, že zde lidé tato zvířata dosud chovají. Barevné řešení pole odráží historické spojení koželského panství s panství ledečským (připojeno 1570), pod kterým zůstalo Kožlí až do 20. století: Ledeč měla a má ve znaku tři stříbrné lekníny na červeném podkladu (symbol pánů z Říčan). Levé (stříbrné) pole vyplňuje, v souladu s dochovanými pečetěmi pánů z Kozel, černá mříž. Návrh praporu a znaku byl jednomyslně schválen na zasedání zastupitelstva obce Kožlí dne 21. prosince 2001. Schválený návrh byl následně společně s protokolem o schválení odeslán Podvýboru pro heraldiku Parlamentu České republiky, který jej schválil v roce 2002.

## Části obce
- Kožlí
- Bohumilice
- Sechov

## Školství
- Základní škola a mateřská škola Kožlí

## Pamětihodnosti
- Kostel Proměnění Páně – původně gotický ze 14. století, pseudogoticky přestavěn po roce 1868
- Tvrz v Kožlí – nacházela se na jihovýchodním okraji vsi, chráněná několika rybníčky napájejícími příkopy. V písemných pramenech není přímo zmiňována a zanikla asi koncem 15. století. Příkopy byly patrné ještě v 19. století.[10] Dnes na jejím místě stojí nové hospodářské budovy
- Smírčí kříž na pravé straně silnice do Hněvkovic
- Pomník – Kobylí důl.[11]
- Památný dřezovec

### Kostel Proměnění Páně
Původní farní kostel Proměnění Páně je datován už ve 14. století jako součást štěpánovského děkanátu, archidiakonátu Kouřimského. Je jisté, že tento kostel zde stál již dříve. V některých pramenech se uvádí, že tomu bylo již ve 13. století. Mezi ověřené data v historii kostela v Kožlí patří také roky 1522, 1566 a 1609. To jsou letopočty uvedené na pláštích zdejších zvonů, které se rozlily při požáru v roce 1868 a jsou dostatečně známé a v několika pramenech zachycené.
Existenci koželského kostela zmiňují také nejstarší urbární knihy ledečského panství z roku 1587, které hodnotí polní a lesní majetek kostela slovy: „Podací kostelní /tu v Kožlí/ jedno jest, polí a lesů nemálo, něco pod platy roznajímali a něco pustinou leží.“ Tato věta potvrzuje slova kronikáře, který o zdejším kostele tvrdil, že měl v 16. století velký majetek. O velkém majetku zdejšího kostela se zmiňuje i Soupis poddaných podle víry z roku 1651 . Přesný popis příjmů a výdajů kostela v Kožlí od roku 1775 do roku 1798 a od roku 1819 do roku 1882 je zaznamenán v knihách kostelních účtů, které jsou uloženy ve Státním okresním archivu v Havlíčkově Brodě.
První popis zdejšího kostela nacházíme až z roku 1836 v Pamětní knize děkanství ledečského, kdy se snaží tehdejší ledečský děkan zachytit jeho opravdový stav. Jelikož v obci vypukl v roce 1868 veliký ničivý požár, kterému podlehl i koželský kostel, jedná se o jediné původní historické zachycení této starobylé gotické stavby. V popisu je napsáno, že tento kostel stojí odloučeně od ostatních domů vesnice ve spodní části obce. Byl malý, nízký, krytý šindelem a oltář měl otočený k severu.
Čtyřhranná podélná loď byla opatřena „prkenným“ stropem a osvětlena čtyřmi malými okny sotva 1 stopu širokými a 2 stopy vysokými. Presbyterium s nábytkem je zakončeno pěti stranami osmihranu a světlo sem proniká přes tři gotická oblouková okna. Kůr tvoří jeviště spočívající na dřevěných podporách, jež celou loď obepínají.Na východní straně přiléhá k presbyteriu věž se zvony, spodek je zděný a zřízen jako sakristie.
V kostele byl „pouze“ jeden a to historicky vzácný hlavní oltář. Jednalo se o oltář skládací, tzv. archa. Tento typ oltáře byl tvořen zavírací skříní a po stranách měl křídla, která byla oboustranně malovaná. V zavírací skříni byl obraz Proměnění Páně vymalovaný olejovými barvami. Ten představuje na prkně malované Proměnění Páně na hoře Tábor. Obraz byl otevírán pouze při zvláštních příležitostech. Na obraze dole jsou apoštolé, nad těmi Kristus, Mojžíš a Eliáš. To odpovídá i biblickému vysvětlení svátku Proměnění Páně, kdy tři apoštolé spatřili slávu proměněného Ježíše Krista po boku s Mojžíšem a Eliášem. O ozdobách oltáře se kronikář (ledečský děkan) vyjádřil, že nestojí za řeč. Prý jsou sešlé stářím. Na oltáři měl být také oltářní kámen, který pocházel z roku 1733. Celý oltář byl restaurován v roce 1852.
V Pamětní knize je napsán obsáhlý popis koželských zvonů. V kostele se tehdy nacházely dva větší a jeden malý zvon. Ještě zde by velmi malý zvon, který ale neměl velkého významu.

## Osobnosti
- Jožka(Josefa) Ryšavá-Kačírková[12] (1911–1971), malířka, autodidakt
- Tomáš Zdechovský (* 1979), český básník, spisovatel, místní historik, publicista, heraldik a poslanec Evropského parlamentu

## Galerie

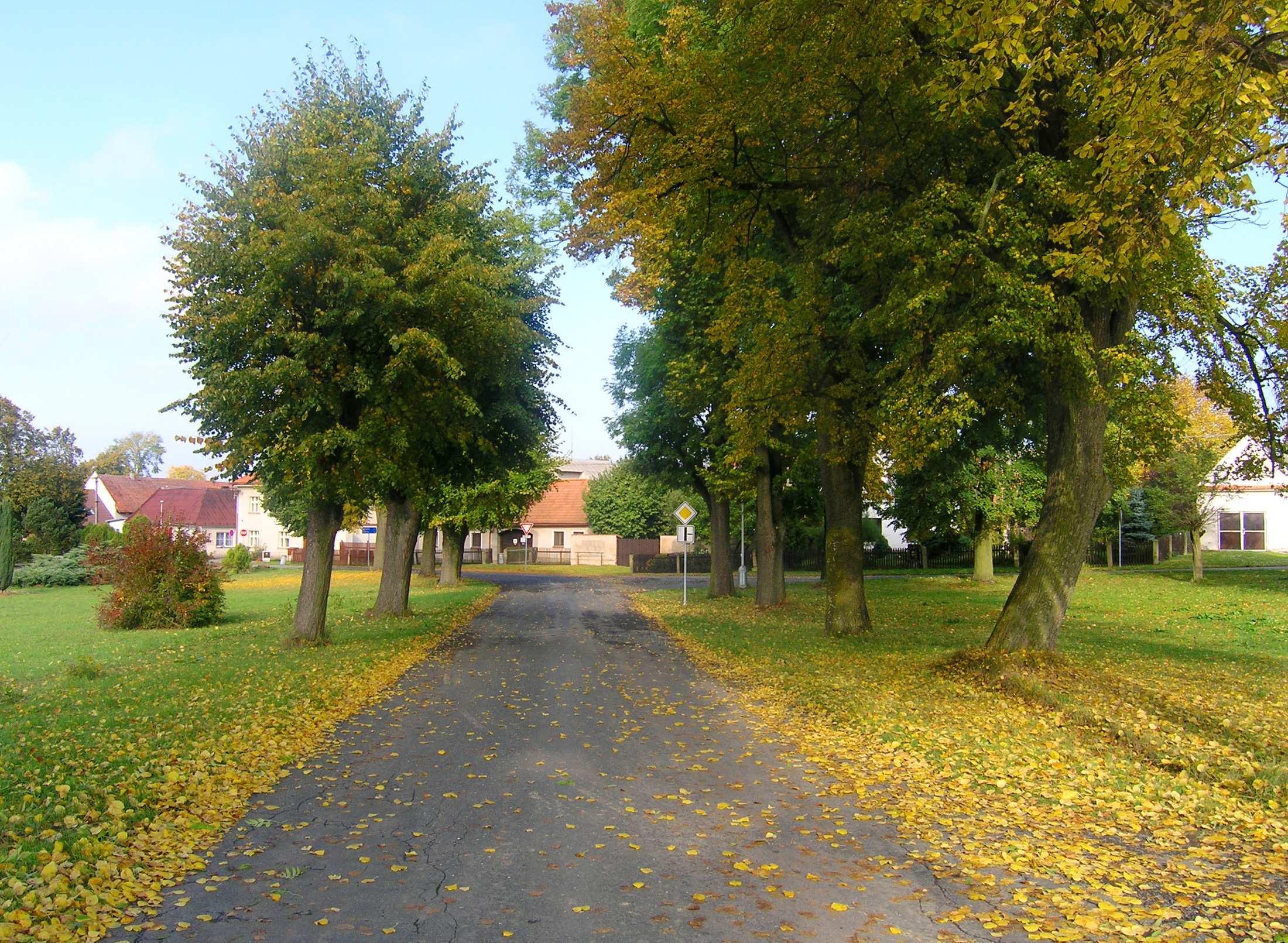
Alej uprostřed vesnice
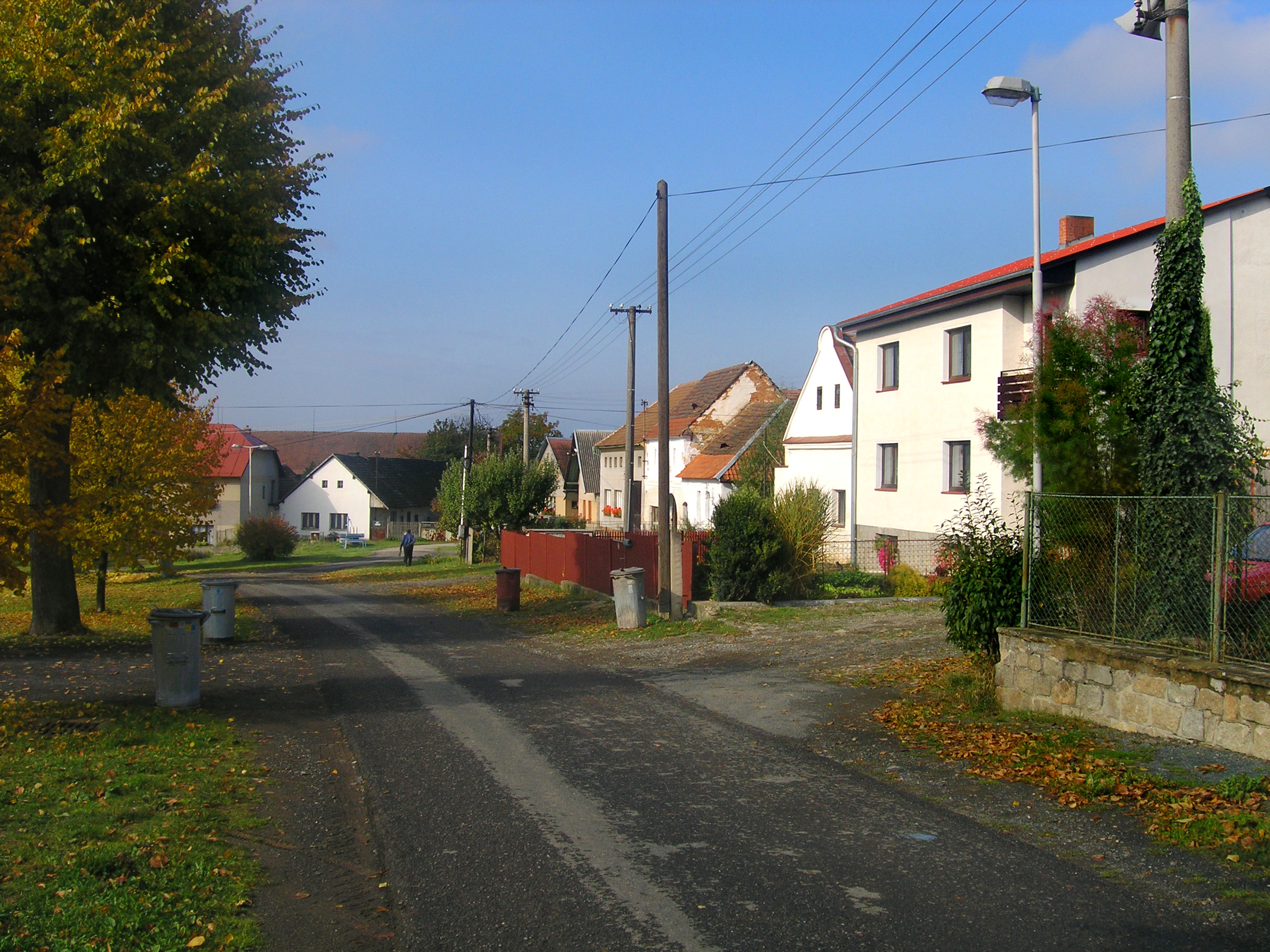
Domky u návsi
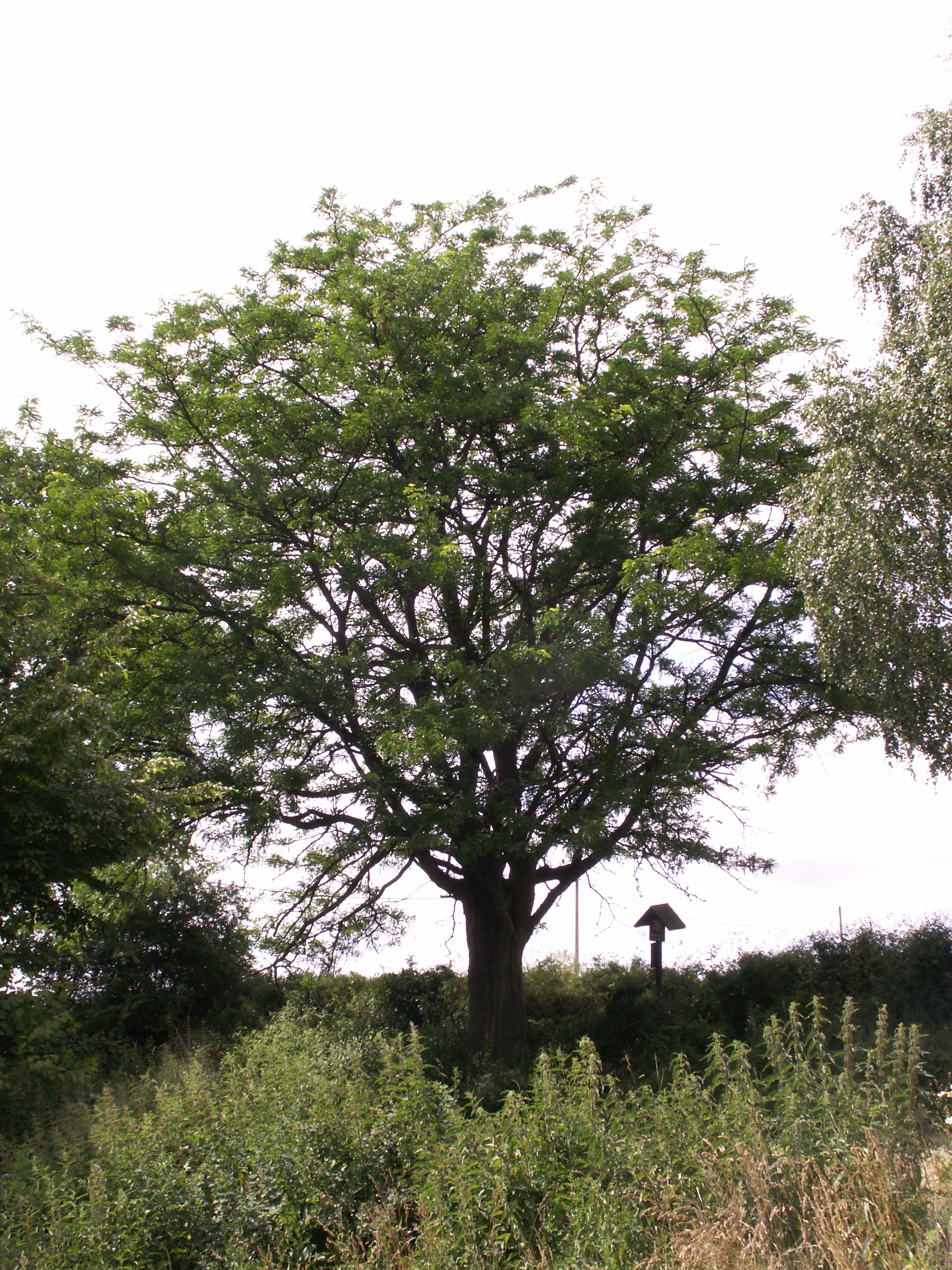
Dřezovec trojtrnný u Kožlí